# P.I.
P.I. é um bloco de séries exibido toda terça-feira, criado em 2007 pelo canal Sony. 

Consiste em exibir séries em que o que importa é ser fora dos padrões normais de sanidade.
Já contou com as séries 30 Rock, Scrubs, Balls of Steel, Da Ali G Show e The IT Crowd. The Daily Show with Jon Stewart já fez parte do bloco, mas, por causa da greve dos roteiristas, o canal decidiu retirar da programação para evitar reprises, mas retornou a colocá-lo na programação em 22/01/08.
Atualmente, faz parte do bloco: The Daily Show, Lil' Bush, The Sarah Silverman Program e That's My Bush!.